# Mucrencyrtus atratus
Mucrencyrtus atratus är en stekelart som beskrevs av Sharkov 1996. Mucrencyrtus atratus ingår i släktet Mucrencyrtus och familjen sköldlussteklar. Inga underarter finns listade i Catalogue of Life.